# Sertão, Rio Grande do Sul
Sertão este un oraș în Rio Grande do Sul (RS), Brazilia.